# La burla de Satanás
La burla de Satanás (título original en italiano: Beffa de Satanás) es una película muda italiana de 1915 dirigida por Telemaco Ruggeri en la que interviene el actor español Bonaventura Ibáñez.

## Argumento
El ingeniero Stellio Duodo se retira en montaña alpina para concentrarse en el desarrollo del proyecto del "telefonoscopio", un revolucionario aparato que permite de transmitir a distancia sonido e imágenes en movimiento de manera simultánea (la futura televisión). Un día, un grupo alegre del que forma parte una hermosa y peligrosa aventurera, Frasquita, acampa cerca de su refugio. Pronto, Stellio es seducido por la mujer y se olvida de su novia Olga. Pero Frasquita, cómplice del ingeniero Mayer, histórico rival de Duodo, le roba los planos de la invención y luego desaparece.
Conmocionado por el robo, Stellio sufre un episodio de amnesia. Solo un día, al escuchar al monje que lo cuida hablando sobre la telefonoscopia, comienza a recuperar la memoria de manera confusa. Tras enterarse de que Mayer está a punto de presentar el invento como suyo, va al lugar donde se celebra el evento y grita su verdad. Luego se abalanza sobre Frasquita y la estrangula, para caer después agotado y desesperado sobre el cuerpo de la mujer.